# Palau de Maricel
El Palau de Maricel, o Maricel de Terra, és part del conjunt artístic noucentista de Maricel, situat al centre històric de Sitges (Garraf). És un edifici noucentista construït entre 1913 i 1916, dedicat actualment a activitats culturals (concerts, conferències, presentacions, recitals...) i a lloguer d'espais (casaments civils, congressos, reunions, etc.). És un edifici que forma part de l'Inventari del Patrimoni Arquitectònic de Catalunya.

## Edifici

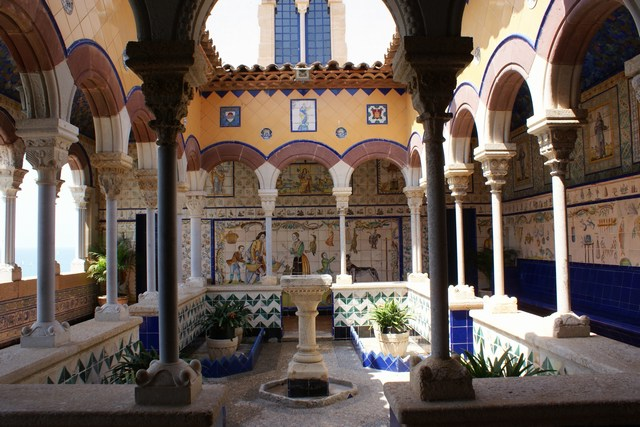
Claustre del Maricel de Terra

Miquel Utrillo va construir aquest palau amb elements arquitectònics de diferents indrets d'Espanya. Com per exemple, la porta d'accés d'estil gòtic isabelí del Palau Villena de Cadalso de los Vidrios de Madrid, la porta del Palau de Raixa de Mallorca, la figura de Sant Miquel del pont de Balaguer o la balconada de Santa Coloma de Queralt. El conjunt de Maricel és format per diversos edificis organitzats a banda i banda del carrer de Fonollar i units per un pont. Són dos grans blocs coneguts com a Maricel de Mar, l'actual Museu de Maricel, i Maricel de Terra, conegut com el Palau de Maricel, i es van bastir amb elements artístics de diversos períodes i estils. Maricel de Mar és construït sobre les roques.
La torre que dona al baluard és un element remarcable. Té merlets, porta d'accés d'arc de mig punt, finestra conopial i la imatge de l'arcàngel Sant Miquel. Maricel de Terra és format per un conjunt d'edificis de planta irregular que estan situats entre el carrer Fonollar, de Sant Joan i de la Davallada. En aquest sector cal esmentar el Racó de la Calma, amb la porta d'accés i els capitells. Els capitells, fets per l'escultor Pere Jou, formen una sèrie de cinquanta amb temes variats: faules, personatges de principis del segle xx, costums, etc.

## Col·leccions

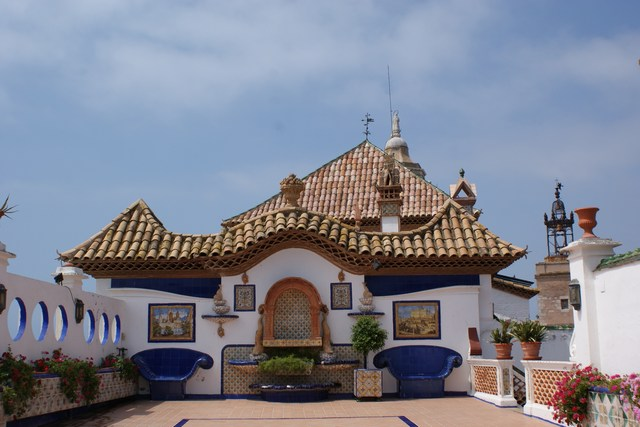
Terrasses del Maricel de Terra

Les obres de tot el conjunt començaren el 1910 i acabaren el 1918. Durant aquest temps, Charles Deering, amant i protector de les arts va crear una impressionant col·lecció d'art que comprenia gairebé totes les disciplines artístiques, des de mobiliari fins a pintura, passant per escultura, forja, vidre, mosaic, llibres i tapissos. A les parets del Palau Maricel van penjar obres de Ramon Casas, Santiago Rusiñol, Joaquim Mir, Josep Maria Sert, Zurbarán, El Greco, Velázquez, Goya, per citar només uns exemples. L'any 1921, per desavinences amb Miquel Utrillo, Charles Deering abandonà Sitges emportant-se amb ell tota la seva col·lecció d'art.
En un primer moment part de la seva col·lecció va anar al Castell de Tamarit i posteriorment, en morir Deering, la seva família donà la major part de la col·lecció a l'Art Institute of Chicago. El 1932 el Palau de Maricel va ser llogat per la Junta de Museus de Catalunya per a ampliació del Museu del Cau Ferrat. L'any 1936 la Junta de Museus de Catalunya decideix portar part de les obres del Museu de Reproduccions Artístiques al Palau de Maricel. Aquest museu va ser creat amb la intenció d'apropar al públic les obres mestres de temps passats.
Reproduccions d'obres emblemàtiques de diferents disciplines; esmalts, porcellanes, ceràmiques i escultures que es poden contemplar actualment a les diferents sales del palau. El 1952 va ser comprat als hereus de Deering per part de l'Ajuntament de Sitges. Del conjunt d'espais del Palau de Maricel, cal destacar, a més de l'harmonia arquitectònica del recinte, el Saló d'Or amb una monumental xemeneia d'alabastre blanc del Palau de la Generalitat de Catalunya realitzada per l'escultor Josep Maria Camps l'any 1926 i les terrasses i el claustre amb teulada aiguavés, que recorden l'esplendor de l'època de Charles Deering. L'any 1915 l'escultor barceloní Pere Jou va arribar a Sitges cridat per Miquel Utrillo amb la finalitat de decorar els edificis de Maricel amb un conjunt d'una cinquantena de capitells. L'artista va realitzar l'encàrrec i posteriorment va establir-se definitivament a la vila. Els capitells, alguns dels quals s'havien malmès en gran manera, s'han restaurat, així com tot l'edifici.

## Història

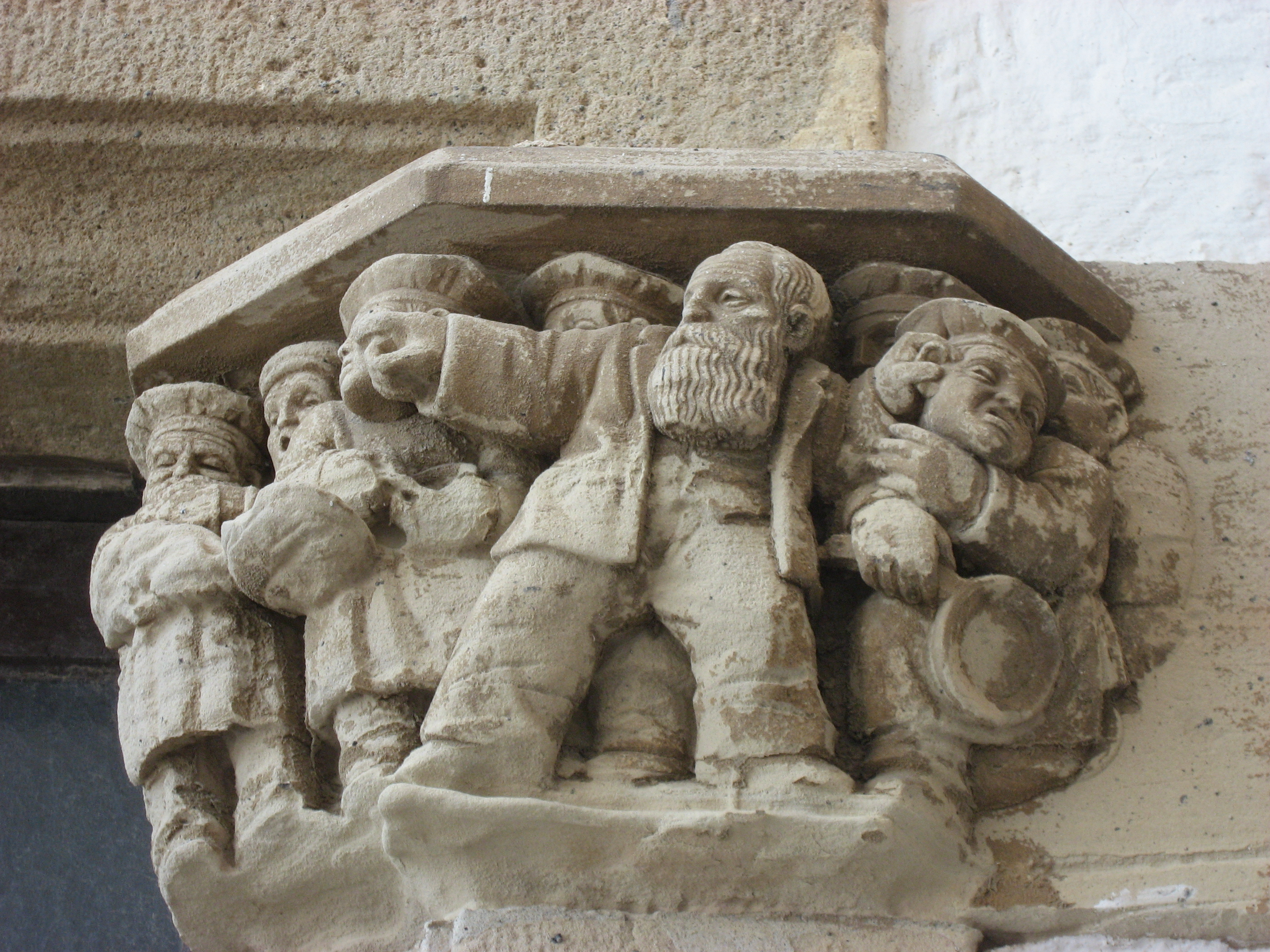
Un dels capitells de Pere Jou

Charles Deering, magnat nord-americà, filantrop, col·leccionista d'art, amic i mecenes de molts artistes europeus, va descobrir la pintura de Ramon Casas el 1909 i va decidir visitar Barcelona per conèixer l'artista. Aquest li va presentar a Miquel Utrillo, enginyer i crític d'art, amb el qual va establir una fructífera relació que es traduí en la construcció del conjunt artístic de Maricel i en la formació de la seva gran col·lecció artística. Mr. Deering va quedar fortament impressionat en visitar el Cau Ferrat de Santiago Rusiñol i va decidir comprar l'antic Hospital de Sant Joan, fundat al segle xiv per Bernat de Fonollar, per a la seva residència i col·leccions d'art.
Per això l'any 1910 Charles Deering va adquirir l'edifici de l'antic hospital de Sant Joan Baptista, que havia estat bastit el segle xiv, i engrandit al segle xix amb la finalitat de transformar-lo, juntament amb altres edificacions, en residència-museu. Miquel Utrillo fou l'encarregat de les obres, a més d'administrador. L'edifici es va construir amb elements arquitectònics de diverses procedències i èpoques i ja el 1913 contenia importants peces artístiques. El 18-10-1915 es va inaugurar el Saló Gran. L'any 1921 Charles Deering va marxar als Estats Units amb una gran part de les obres de Maricel, que va restar buit durant molts anys. L'any 1932, la Junta de Museus de Barcelona decidí reutilitzar Maricel com a museu, que es va inaugurar el 14-6-1936. En l'actualitat l'edifici és propietat de l'Ajuntament i la Diputació i és dedicat fonamentalment a activitats artístiques i culturals.
Charles Deering també comprà les cases de pescadors del barri de l'antic hospital i, per mitjà d'Utrillo, van esdevenir un gran palau amb sales de festes i recepcions i sobretot, per acollir les seves col·leccions d'art (Palau de Maricel). Les obres van durar entre 1913 i 1917. El 1915 Charles Deering va fer construir un pont que comunicava el seu habitatge amb el seu palau. Aquest és pròpiament el Palau de Maricel, que va ser adquirit per l'Ajuntament de Sitges l'any 1952. L'antiga residència de Deering va ser adquirida per la Diputació de Barcelona el 1970 per a ubicar-hi la col·lecció d'art del doctor Jesús Pérez Rosales, que va donar origen al Museu de Maricel.